# Kiri no Mori

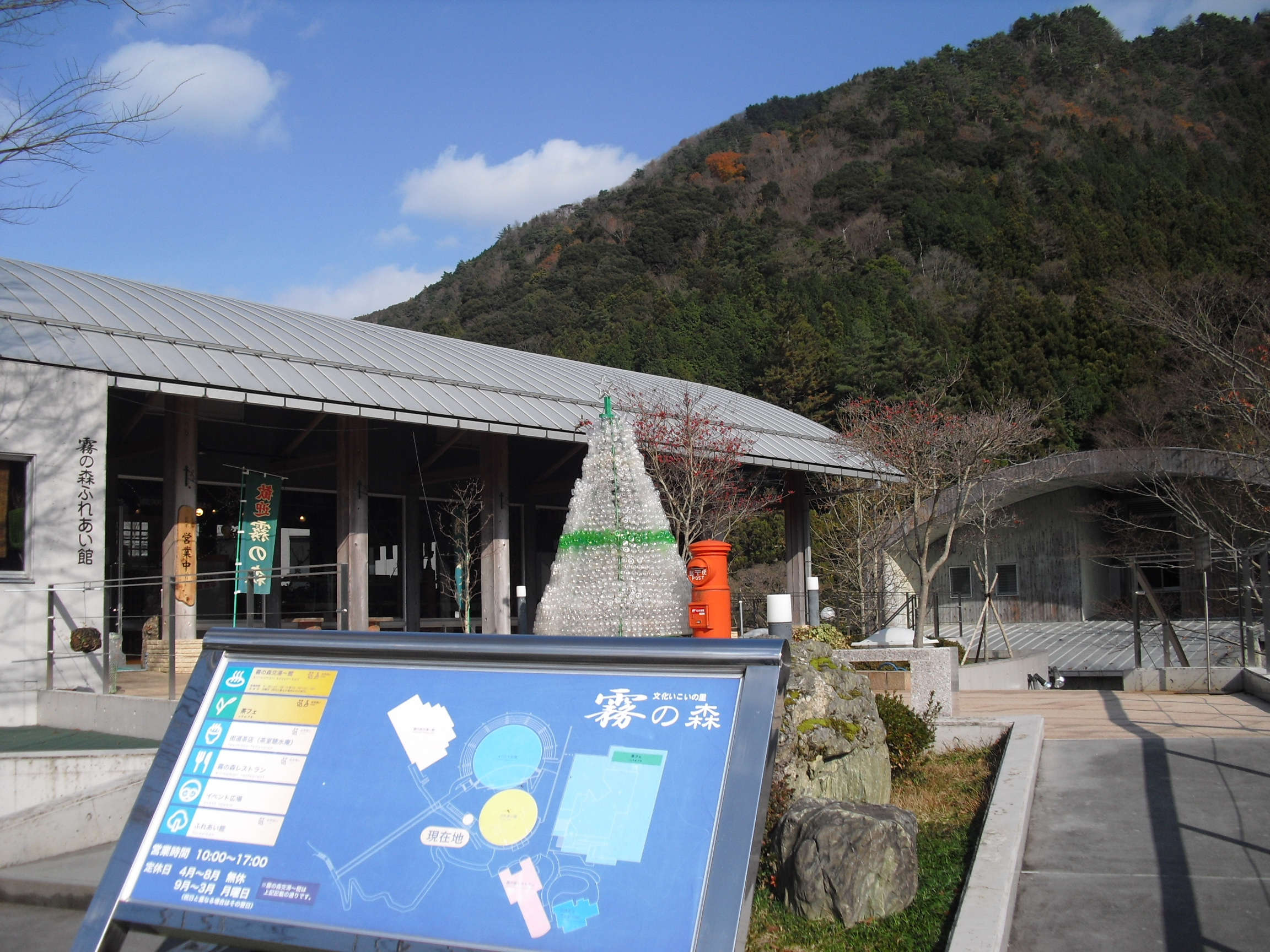
Imagen Del Centro Turístico De El Kiri No Mori

El Kiri no Mori (霧の森?) es un centro turístico que se encuentra en la Ciudad de Shikokuchuo de la Prefectura de Ehime.

## Características
Es el lugar donde se inició el cultivo del té en la Región de Shikoku.
Se encuentra ubicado en cercanías del Intercambiador Shingu.

## Instalaciones
- Fábrica de galletas Kiri no Mori (霧の森菓子工房 Kiri no Mori kashikōbō?)
- Casa de té Kiri no Mori (霧の森茶フェゆるり Kiri no Mori chafe yururi?)
- Restaurante Kiri no Mori (霧の森レストラン Kiri no Mori resutoran?)
- Terma Pública Kiri no Mori (霧の森交湯～館 Kiri no Mori kōyūkan?)

## Productos autóctonos
- Daifuku de Kiri no Mori (霧の森大福 Kiri no Mori daifuku?)
- Té de Shingu (新宮茶 Shingū-cha?)

## Festival
Todos los años durante mayo, se realiza el Festival del Té Kiri no Mori (霧の森お茶まつり Kiri no Mori Ocha-matsuri?)